# Ragonvalia (ort)
Ragonvalia är en ort i Colombia.   Den ligger i departementet Norte de Santander, i den norra delen av landet, 400 km nordost om huvudstaden Bogotá. Ragonvalia ligger 1 546 meter över havet och antalet invånare är 3 543.
Terrängen runt Ragonvalia är kuperad västerut, men österut är den bergig. Ragonvalia ligger nere i en dal. Runt Ragonvalia är det ganska tätbefolkat, med 185 invånare per kvadratkilometer. Närmaste större samhälle är Chinácota, 14,2 km väster om Ragonvalia. I omgivningarna runt Ragonvalia växer i huvudsak städsegrön lövskog.